# Canal+
Canal+ è un canale televisivo francese a pagamento lanciato nel 1984; è integrato all'interno del piattaforma Gruppo Canal+, il quale è di proprietà a sua volta di Vivendi.
Il canale trasmette programmi di vario genere, la maggior parte sono criptati, ma alcuni programmi sono trasmessi in chiaro per 2 ore. Canal+ trasmette sul quarto canale di TNT e di Canal, in chiaro dalle 18:10 alle 20:55. Alcuni programmi sono offerti in HD.

## Storia
Nel 1982 l'allora presidente della repubblica francese François Mitterrand annunciò in una conferenza stampa la prossima creazione di un quarto canale televisivo dedicato alla cultura, che non doveva essere finanziato né dal canone né dalla pubblicità. L'obiettivo era quello di sfruttare le frequenze della banda VHF abbandonate da TF1 per trasmettere a colori sulla banda UHF.
Tuttavia, il progetto iniziale di un canale culturale fu abbandonato per un altro progetto di un canale a pagamento dedicato al cinema. Tale progetto interessò anche la lussemburghese CLT (oggi RTL Group), che voleva creare un canale televisivo satellitare europeo a pagamento. Invece il progetto fu affidato al gruppo Pathé, una società cinematografica. Un team guidato da Leo Scheer definì un palinsesto, basato sulla trasmissione di film prodotti recentemente, il criptaggio e la trasmissione terrestre, ispirati al canale televisivo statunitense HBO. Il governo protesse la futura rete con un'IVA del 33% applicata su tutte le VHS pre-registrate e sui videoregistratori, mentre i decoder Canal+ furono agevolati da un'IVA più bassa.
La domenica del 4 novembre 1984, alle otto del mattino, iniziarono le prime trasmissioni, con 186.000 abbonati. Al contrario di HBO, che trasmette i propri film fino a 50 volte l'anno, Canal+ trasmette film recenti del cinema internazionale fino a 6 volte, e completa la propria programmazione con lo sport (boxe, basket, golf), soprattutto con il calcio, che diventa la seconda attrattiva della rete. Il 9 novembre 1984 trasmette la prima partita, Nantes-Monaco, con cinque telecamere. Il prezzo di abbonamento era di 120 franchi (18,46 €).
Ma la rete ebbe un debutto difficile, sia per la concorrenza delle tre televisioni pubbliche (TF1 ancora non era stata privatizzata), ma anche perché assunse un target rivolto a un pubblico benestante e vivente nelle grandi città, invece di un pubblico più vasto e popolare. Inoltre Canal+ richiedeva per la ricezione un'antenna specifica, poiché trasmetteva in banda VHF, e il decoder di allora, Discret 11, era facilmente manipolabile per decriptare i programmi senza pagare l'abbonamento. La situazione peggiora nel 1985, con la nascita dei canali televisivi commerciali in chiaro La Cinq e TV6.
La rete decide di passare a un target più popolare inserendo i seguenti programmi:
- film pornografici, di cui il primo fu Exhibition, il 31 agosto 1985
- la hit-parade Top 50
- Coluche 1 faux, programma di intrattenimento trasmesso in chiaro alle 20 fino al 1986
- Surtout l'après-midi, programma musicale
- altri programmi di intrattenimento, come La Maxitête, Tout s'achète, Les Affaires sont les Affaires.

Nel 1987 parte Nulle part alleurs un talk show, trasmesso quotidianamente in chiaro dalle 18:30 alle 20:30, che coniuga informazione, musica e umorismo, e diventerà uno dei programmi più seguiti della rete.
Nel 1992 iniziano le prime trasmissioni satellitari con Canal Satellite, ed introduce un secondo decoder per le trasmissioni terrestri: Syster. Nel 1995 sorgono nuovi canali sul satellite: Canal+ Bleu, dedicato ai documentari e Canal+ Jaune, dedicato al cinema. Nel 1998 nasce Canal+ Vert, dedicato allo sport.

## Trasmissioni televisive

### Show televisivi originali
- Les Guignols de l'info
- Groland
- H
- Spiral
- La matinale
- Le grand journal
- Le petite journal
- I Borgia
- X Femmes
- Django

### Show televisivi americani
- 24 (24 heures chrono)
- 30 Rock
- Big Love
- Cold Case
- Damages
- Desperate Housewives
- Dexter
- FlashForward
- How I Met Your Mother
- It's Always Sunny In Philadelphia (C'è sempre il sole a Philadelphia)
- Mad Men
- Pushing Daisies
- The L Word
- The New Adventures of Old Christine (Old Christine)
- The Office
- The Shield
- Due uomini e mezzo (Mon Oncle Charlie)
- Weeds
- The Daily Show

## Programmazione
Canal+ trasmette principalmente film recenti in esclusiva e tutte le partite di calcio della Ligue 1, di cui possiede i diritti in esclusiva dal 2004, quando furono acquistati per 600 milioni di euro. Ma, essendo una rete generalista, trasmette anche serie, magazine, notiziari flash, programmi per i giovani, festival, come quello del cinema di Cannes, e programmi di intrattenimento in chiaro, come La Nouvelle Édition a mezzogiorno, e Le Grand Journal nel preserale.

### Griglia dei programmi
Le serie televisive in verde, i telefilm in rosa, i telegiornali in blu, i programmi sportivi in viola, i programmi d'intrattenimento o di attualità in marrone chiaro, i programmi in chiaro con *, i programmi criptati che cambiano ogni giorno in rosso e i film in marrone.
|           | 7:00                  | 8:30                              | 12:20                  | 14:00                             | 18:15                           | 18:20                             | 18:45                             | 19:10             | 20:10                | 20:35                       | 20:55                       | 22:30                                                |
| Lunedì    | La Matinale*          | Programmes différents chaque jour | La Nouvelle Édition*   | Programmes différents chaque jour | Têtes à claques*                | 30 Rock*                          | Le JT*                            | Le Grand Journal* | Le Petit Journal*    | Le Grand Journal, la suite* | Mafiosa                     | Spéciale Investigation                               |
| Martedì   | La Matinale*          | Programmes différents chaque jour | La Nouvelle Édition*   | Programmes différents chaque jour | Têtes à claques*                | 30 Rock*                          | Le JT*                            | Le Grand Journal* | Le Petit Journal*    | Le Grand Journal, la suite* | Film ou Ligue des champions | Les rencontres de la soirée de mardi ou Documentaire |
| Mercoledì | La Matinale*          | Programmes différents chaque jour | La Nouvelle Édition*   | Programmes différents chaque jour | Têtes à claques*                | 30 Rock*                          | Le JT*                            | Le Grand Journal* | Le Petit Journal*    | Le Grand Journal, la suite* | Film ou Ligue des champions | Les rencontres de la soirée de mercredi ou Film      |
| Giovedì   | La Matinale*          | Programmes différents chaque jour | La Nouvelle Édition*   | Programmes différents chaque jour | Têtes à claques*                | 30 Rock*                          | Le JT*                            | Le Grand Journal* | Le Petit Journal*    | Le Grand Journal, la suite* | Dexter                      | Damages                                              |
| Venerdì   | La Matinale*          | Programmes différents chaque jour | La Nouvelle Édition*   | Programmes différents chaque jour | Têtes à claques*                | 30 Rock*                          | Le JT*                            | Le Grand Journal* | Le Petit Journal*    | Le Grand Journal, la suite* | Film                        | Film                                                 |
|           | 7:00                  | 8:00                              | 11:35                  | 12:05                             | 12:35                           | 13:45                             | 16:00                             | 18:05             | 19:05                | 20:25                       | 20:55                       | 22:45                                                |
| Sabato    | Documentaire*         | Programmes différents chaque jour | L'Album de la semaine* | Le Journal des jeux vidéo*        | Le News Show*                   | Premier League                    | Top 14                            | Jour de rugby     | Salut les Terriens * | Groland.con*                | Film                        | Match of ze day                                      |
|           | 11:35                 | 12:00                             | 12:45                  | 13:55                             | 14:30                           | 15:05                             | 16:45                             | 18:35             | 18:50                | 19:15                       | 21:00                       | 23:15                                                |
| Domenica  | Rencontres de cinéma* | L'effet papillon*                 | Dimanche +*            | La semaine des Guignols*          | Le Petit Journal de la semaine* | Programmes différents chaque jour | Programmes différents chaque jour | Le Zapping*       | Le JT*               | Canal Football Club*        | Ligue 1                     | L'équipe du dimanche                                 |